# Лобанов-Ростовский, Алексей Николаевич
Князь Алексе́й Никола́евич Лоба́нов-Росто́вский (1 (13) августа 1862 — 21 января 1921, Женева) — русский государственный деятель, член Государственного совета по выборам, председатель Совета «Русского собрания».
Был очень богат: владел несколькими имениями (родовыми и благоприобретенными) в Ефремовском уезде Тульской губернии, виллой в Каннах и четырьмя домами в Санкт-Петербурге.

## Происхождение и образование
Происходил из княжеского рода Лобановых-Ростовских. Назван в честь деда Алексея Александровича. Сын князя Николая Алексеевича Лобанова-Ростовского (1826—1887), который был женат с 21 сентября 1860 года на Анне Ивановне Шаблыкиной (07.03.1837—13.12.1914, Канны, Франция), дочери тайного советника Ивана Павловича Шаблыкина (1809—1888) и Екатерины Николаевны Шамшиной (1816—1883), в 1-м браке бывшей за статским советником Василием Владимировичем Шеншиным (28.07.1814—25.05.1859). Кроме Алексея у них были: сын Иван (1866—1947) и дочери Александра, Ольга и Любовь.
Родился 1 (13) августа 1862 года. Окончил Катковский лицей (1881) и физико-математический факультет Московского университета со степенью кандидата.

## Биография
В 1890 году поступил на государственную службу и был командирован в Земский отдел Министерства внутренних дел .
Коллежский секретарь (1890), камер-юнкер (1894), титулярный советник (1895), коллежский асессор (1896), надворный советник (1900), коллежский советник (1904), камергер (1907), статский советник (1908), действительный статский советник (1910), шталмейстер (1910), тайный советник (1916).
Избирался почётным мировым судьёй Ефремовского уезда (с 1890), гласным Тульского губернского земства (1895—1898). В 1890 году стал кандидатом к земским начальникам при Ефремовском уездном съезде, в 1891 году — и. д. земского начальника 4-го участка Ефремовского уезда, с 1892 года — начальник 4-го участка.
6 марта 1896 года был назначен директором Ефремовского тюремного отделения.
В 1896 году — помощник церемониймейстера во время коронации Николая II. Участвовал во всеобщей переписи населения 1897 года, заведовал переписным участком.
В 1897 году был назначен непременным членом Харьковского губернского присутствия, в 1898 году — директором Харьковского губернского комитета попечительного о тюрьмах общества. Затем занимал посты Сувалкского (1898—1900) и Варшавского (1900—1902) вице-губернатора.
В 1902 году был переведён на службу в Государственную канцелярию. С 19 апреля 1902 года по 9 августа 1910 года служил помощником статс-секретаря Государственной канцелярии.
В 1907 году был избран почётным попечителем Тульской гимназии.
В 1909 году съезд выборщиков от дворянских обществ избрал Лобанова-Ростовского в члены Государственного совета.
В 1912 году получил звание почётного старика Раевской станицы Кубанского казачьего войска.
14 ноября 1916 года был назначен сенатором.
Во время Первой мировой войны был членом: Авиационной комиссии Особого совещания по обороне, Верховного совета по призрению семей лиц, призванных на войну, а также семей раненных и павших воинов, Комитета Её Императорского Высочества великой княгини Марии Павловны по снабжению увольняемых из лазаретов на родину воинов.
Пожертвовал средства на создание иконостаса нижнего храма Федоровского Собора.
Состоял казначеем Императорского Православного Палестинского общества, членом Общества возрождения художественной Руси по художественному и издательскому разрядам.
После Октябрьской революции эмигрировал.
Умер 21 января 1921 года в Женеве.

## Политическая деятельность
Вёл активную деятельность в Государственном Совете. Состоял членом Бюро для взаимной осведомленности и совместных действий правых деятелей, в которое входили также члены Государственного совета М. Я. Говорухо-Отрок, А. С. Стишинский, князь А. А. Ширинский-Шихматов (председатель Бюро) и депутаты Государственной Думы А. С. Вязигин, Г. Г. Замысловский и граф А. А. Бобринский.
17 октября 1909 года был избран действительным членом Русского собрания, а 25 октября — председателем Совета Русского собрания. Жертвовал крупные суммы на деятельность РС (в 1910 году — 25 тысяч рублей, в 1911 — 12 тысяч рублей).
23 января 1912 ушёл с поста председателя Совета Русского собрания, сославшись на расстроенное здоровье и тяжёлую болезнь сына. Реальной причиной был затяжной конфликт внутри РС: 18 ноября 1911 года в стенах собрания произошла драка между Н. Е. Марковым и Б. В. Никольским. Это происшествие негативно сказывалось на авторитете руководства и всей организации. Поэтому Совет постановил вынести Маркову порицание за несдержанность, а Никольского как зачинщика, исключить. Общее собрание не поддержало такого жёсткого решения, так как Никольский был весьма уважаемым членом РС. Совет подал в отставку. Многие влиятельные члены РС уговаривали Совет и его председателя остаться, но Лобанов-Ростовский остался непреклонен. В том же году князь был избран почётным членом Русского собрания.
В 1915 году вернулся к политический деятельности, стал членом Совета Русского собрания, вместе с графом П. Н. Апраксиным возобновил издание «Вестника Русского Собрания».

## Награды
- Орден Святой Анны 3-й ст. (1896);
- Орден Святого Станислава 3-й ст. (1901);
- Орден Святого Владимира 3-й ст. (1915);
- Орден Святого Станислава 1-й ст. (1915).
- Медаль «В память царствования императора Александра III» (1896)
- Медаль «В память коронации Императора Николая II»
- Медаль «За труды по первой всеобщей переписи населения» (1897)
- Медаль «В память 100-летия Отечественной войны 1812 г.» (1912)
- Медаль «В память 300-летия царствования дома Романовых» (1913)

Иностранные:
- персидский Орден Льва и Солнца 2-й ст. (1901)

## Киновоплощение
- 1977 «Хождение по мукам». В роли Алексея Лобанова-Ростовского — Евгений Лазарев

## Семья
Был женат на Елизавете Степановне Ралли (1871—1965). Их сын Николай (1905—1976)
В Петербурге жили в доме № 93 на набережной Екатерининского канала.
Другой адрес — Миллионная ул. 30/Мойки р. наб. 29.

## Комментарии
1. ↑  Отставной гвардии ротмистр, помощник статс-секретаря Государственного Совета, земский начальник 4-го участка Ефремовского уезда, ефремовский мировой посредник 1-го призыва (1861), почётный мировой судья Ефремовского уезда, гласный Тульского губернского земского собрания (1895—1898), кавалер российских и иностранных орденов, действительный статский советник с 1865 года, в должности егермейстера — см. Список гражданским чинам IV класса. Исправлен по 1-е июня 1869 года. — С. 456. Архивная копия от 21 сентября 2021 на Wayback Machine и шталмейстера — см. Список гражданским чинам IV класса. Исправлен по 1-е марта 1916 года. Ч. 1. — С. 1592. Архивная копия от 21 сентября 2021 на Wayback Machine; крупный землевладелец Тульской губернии и Кубанской области.